# Liste der Nummer-eins-Hits in den USA (2019)
Dies ist eine Liste der Nummer-eins-Hits in den USA im Jahr 2019. Die Spitzenreiter der US-Hot-100-Singlecharts und der Top-200-Albumcharts werden vom Magazin Billboard veröffentlicht.

## Singles
| ← 2018 ← | Liste der Nummer-eins-Hits in den USA | Liste der Nummer-eins-Hits in den USA | Liste der Nummer-eins-Hits in den USA | 2020 → |
| \| Zeitraum \| Wo. ges. \| Interpret \| Titel Autor(en) \| Zusätzliche Informationen \| \| (Zeitraum, Wochen auf Platz eins, Interpret, Titel, Autor[en], zusätzliche Informationen) \| \| \| \| \| \| ----------------------------------------------------------------------------------------- \| -------- \| ------------------------------- \| ----------------------------------------------------------------------------------------------------------------------------------------------------------------------- \| -------------------------------------------------------------------------------------------------------------------------------------------------------------------------------------------------------------------------------------------------------------------------------------------------------------------------------------------------------------------------------------------------------------------------------------------------------------------------------------------------------------------------------------------------------------------------------------------------------------------------------------------------------------------------------- \| \| 9. Dezember 2018 – 5. Januar 2019 4 Wochen (insgesamt 7) \| 7 \| Ariana Grande \| Thank U, Next Ariana Grande, Charles Anderson, Michael Foster, Tayla Parx, Tommy Brown, Victoria McCants \| – \| \| 6. Januar 2019 – 12. Januar 2019 1 Woche (insgesamt 2) \| 2 \| Halsey \| Without Me Ashley Frangipane, Brittany Amaradio, Amy Allen, Louis Bell, Justin Timberlake, Timothy Mosley, Scott Storch \| – \| \| 13. Januar 2019 – 19. Januar 2019 1 Woche \| 1 \| Post Malone & Swae Lee \| Sunflower Austin Richard Post, Khalif Malik ibn Shaman Brown, Carter Lang, Billy Walsh, Louis Bell \| – \| \| 20. Januar 2019 – 26. Januar 2019 1 Woche (insgesamt 2) \| 2 \| Halsey \| Without Me Ashley Frangipane, Brittany Amaradio, Amy Allen, Louis Bell, Justin Timberlake, Timothy Mosley, Scott Storch \| – \| \| 27. Januar 2019 – 2. März 2019 5 Wochen (insgesamt 8) \| 8 \| Ariana Grande \| 7 Rings Ariana Grande, Charles Anderson, Kimberly Krysiuk, Michael Foster, Njomza Vitia, Oscar Hammerstein II, Richard Rodgers, Tayla Parx, Tommy Brown, Victoria Monét \| Grande erreicht bereits zum zweiten Mal Platz eins innerhalb weniger Monate. \| \| 3. März 2019 – 9. März 2019 1 Woche \| 1 \| Lady Gaga & Bradley Cooper \| Shallow Lady Gaga, Andrew Wyatt, Anthony Rossomando, Mark Ronson \| – \| \| 10. März 2019 – 16. März 2019 1 Woche \| 1 \| Jonas Brothers \| Sucker Nick Jonas, Kevin Jonas, Ryan Tedder, Joe Jonas \| – \| \| 17. März 2019 – 6. April 2019 3 Wochen (insgesamt 8) \| 8 \| Ariana Grande \| 7 Rings Ariana Grande, Charles Anderson, Kimberly Krysiuk, Michael Foster, Njomza Vitia, Oscar Hammerstein II, Richard Rodgers, Tayla Parx, Tommy Brown, Victoria Monét \| – \| \| 7. April 2019 – 17. August 2019 19 Wochen \| 19 \| Lil Nas X feat. Billy Ray Cyrus \| Old Town Road (Remix) Montero Hill, Trent Reznor, Atticus Ross, Billy Ray Cyrus, Jocelyn Donald \| Während sich nur die Soloversion in der ersten Woche auf Platz eins positionieren konnte, erreichte in der zweiten Woche die Remix-Version mit Billy Ray Cyrus Platz eins. Mit mehr als 17 Wochen an der Spitze der Singlecharts ließen Lil Nas X und Cyrus die vorherigen Rekordhalter One Sweet Day (1995) und Despacito (2017) hinter sich und erzielten den erfolgreichsten Nummer-eins-Hit in der Geschichte der Billboard Hot 100. Insgesamt hielt sich das Lied 19 Wochen auf der Spitzenposition. \| \| 18. August 2019 – 24. August 2019 1 Woche \| 1 \| Billie Eilish \| Bad Guy Billie O’Connell, Finneas O’Connell \| Neun Wochen hielt sich das Lied hinter Old Town Road auf Platz zwei der Hot 100, bevor es fünf Monate nach Veröffentlichung erstmals Platz eins erreichte. \| \| 25. August 2019 – 31. August 2019 1 Woche \| 1 \| Shawn Mendes & Camila Cabello \| Señorita Shawn Mendes, Camila Cabello, Andrew Wotman, Benjamin Levin, Ali Tamposi, Charlotte Emma Aitchison, Jack Patterson, Magnus August Høiberg \| – \| \| 1. September 2019 – 12. Oktober 2019 6 Wochen (insgesamt 7) \| 7 \| Lizzo \| Truth Hurts Melissa Jefferson, Eric Frederic, Jesse Saint John, Steven Cheung \| – \| \| 13. Oktober 2019 – 19. Oktober 2019 1 Woche \| 1 \| Travis Scott \| Highest in the Room Jacques Webster, Ozan Yildirim, Nik Frascona, Mike Dean \| – \| \| 20. Oktober 2019 – 26. Oktober 2019 1 Woche (insgesamt 7) \| 7 \| Lizzo \| Truth Hurts Melissa Jefferson, Eric Frederic, Jesse Saint John, Steven Cheung \| – \| \| 27. Oktober 2019 – 2. November 2019 1 Woche (insgesamt 3) \| 3 \| Lewis Capaldi \| Someone You Loved Lewis Capaldi, Samuel Romans, Thomas Barnes, Peter Kelleher, Benjamin Kohn \| – \| \| 3. November 2019 – 9. November 2019 1 Woche \| 1 \| Selena Gomez \| Lose You to Love Me Selena Gomez, Julia Michaels, Justin Tranter, Mattias Larsson, Robin Fredriksson \| – \| \| 10. November 2019 – 23. November 2019 2 Wochen (insgesamt 3) \| 3 \| Lewis Capaldi \| Someone You Loved Lewis Capaldi, Samuel Romans, Thomas Barnes, Peter Kelleher, Benjamin Kohn \| – \| \| 24. November 2019 – 7. Dezember 2019 2 Wochen (insgesamt 3) \| 3 \| Post Malone \| Circles Austin Post, Adam Feeney, Billy Walsh, Kaan Gunesberk, Louis Bell \| – \| \| 8. Dezember 2019 – 14. Dezember 2019 1 Woche \| 1 \| The Weeknd \| Heartless Abel Tesfaye, Leland Wayne, Carlo Montagnese, Andre Proctor \| – \| \| 15. Dezember 2019 – 4. Januar 2020 3 Wochen (insgesamt 17) \| 17 \| Mariah Carey \| All I Want for Christmas Is You Mariah Carey, Walter Afanasieff \| Nach zahlreichen alljährlichen Wiedereinstiegen in die Billboard Hot 100 gelingt dem Lied 25 Jahre nach Veröffentlichung der erstmalige Sprung an die Spitze der US-amerikanischen Singlecharts. Damit erweitert Carey ihren Rekord mit den meisten Nummer-eins-Erfolgen einer Sängerin in der Geschichte der Billboard Hot 100 und erreicht ihre 19. Nummer-eins-Platzierung. Lediglich die Beatles erzielten noch mehr Nummer-eins-Lieder. Mit der dritten Woche auf Platz eins wurde sie zudem die erste Künstlerin in der Geschichte der Billboard Hot 100 mit wenigstens einem Nummer-eins-Hit in vier verschiedenen Jahrzehnten (1990er, 2000er, 2010er und 2020er Jahre). \| |                                       |                                       | | |
| ← 2018 |                                       |                                       | | → 2020 → |
| Zeitraum | Wo. ges.                              | Interpret                             | Titel Autor(en) | Zusätzliche Informationen |
| (Zeitraum, Wochen auf Platz eins, Interpret, Titel, Autor[en], zusätzliche Informationen) |                                       |                                       | | |
| 9. Dezember 2018 – 5. Januar 2019 4 Wochen (insgesamt 7) | 7                                     | Ariana Grande                         | Thank U, Next Ariana Grande, Charles Anderson, Michael Foster, Tayla Parx, Tommy Brown, Victoria McCants                                                                | – |
| 6. Januar 2019 – 12. Januar 2019 1 Woche (insgesamt 2) | 2                                     | Halsey                                | Without Me Ashley Frangipane, Brittany Amaradio, Amy Allen, Louis Bell, Justin Timberlake, Timothy Mosley, Scott Storch                                                 | – |
| 13. Januar 2019 – 19. Januar 2019 1 Woche | 1                                     | Post Malone & Swae Lee                | Sunflower Austin Richard Post, Khalif Malik ibn Shaman Brown, Carter Lang, Billy Walsh, Louis Bell                                                                      | – |
| 20. Januar 2019 – 26. Januar 2019 1 Woche (insgesamt 2) | 2                                     | Halsey                                | Without Me Ashley Frangipane, Brittany Amaradio, Amy Allen, Louis Bell, Justin Timberlake, Timothy Mosley, Scott Storch                                                 | – |
| 27. Januar 2019 – 2. März 2019 5 Wochen (insgesamt 8) | 8                                     | Ariana Grande                         | 7 Rings Ariana Grande, Charles Anderson, Kimberly Krysiuk, Michael Foster, Njomza Vitia, Oscar Hammerstein II, Richard Rodgers, Tayla Parx, Tommy Brown, Victoria Monét | Grande erreicht bereits zum zweiten Mal Platz eins innerhalb weniger Monate. |
| 3. März 2019 – 9. März 2019 1 Woche | 1                                     | Lady Gaga & Bradley Cooper            | Shallow Lady Gaga, Andrew Wyatt, Anthony Rossomando, Mark Ronson | – |
| 10. März 2019 – 16. März 2019 1 Woche | 1                                     | Jonas Brothers                        | Sucker Nick Jonas, Kevin Jonas, Ryan Tedder, Joe Jonas | – |
| 17. März 2019 – 6. April 2019 3 Wochen (insgesamt 8) | 8                                     | Ariana Grande                         | 7 Rings Ariana Grande, Charles Anderson, Kimberly Krysiuk, Michael Foster, Njomza Vitia, Oscar Hammerstein II, Richard Rodgers, Tayla Parx, Tommy Brown, Victoria Monét | – |
| 7. April 2019 – 17. August 2019 19 Wochen | 19                                    | Lil Nas X feat. Billy Ray Cyrus       | Old Town Road (Remix) Montero Hill, Trent Reznor, Atticus Ross, Billy Ray Cyrus, Jocelyn Donald                                                                         | Während sich nur die Soloversion in der ersten Woche auf Platz eins positionieren konnte, erreichte in der zweiten Woche die Remix-Version mit Billy Ray Cyrus Platz eins. Mit mehr als 17 Wochen an der Spitze der Singlecharts ließen Lil Nas X und Cyrus die vorherigen Rekordhalter One Sweet Day (1995) und Despacito (2017) hinter sich und erzielten den erfolgreichsten Nummer-eins-Hit in der Geschichte der Billboard Hot 100. Insgesamt hielt sich das Lied 19 Wochen auf der Spitzenposition. |
| 18. August 2019 – 24. August 2019 1 Woche | 1                                     | Billie Eilish                         | Bad Guy Billie O’Connell, Finneas O’Connell | Neun Wochen hielt sich das Lied hinter Old Town Road auf Platz zwei der Hot 100, bevor es fünf Monate nach Veröffentlichung erstmals Platz eins erreichte. |
| 25. August 2019 – 31. August 2019 1 Woche | 1                                     | Shawn Mendes & Camila Cabello         | Señorita Shawn Mendes, Camila Cabello, Andrew Wotman, Benjamin Levin, Ali Tamposi, Charlotte Emma Aitchison, Jack Patterson, Magnus August Høiberg                      | – |
| 1. September 2019 – 12. Oktober 2019 6 Wochen (insgesamt 7) | 7                                     | Lizzo                                 | Truth Hurts Melissa Jefferson, Eric Frederic, Jesse Saint John, Steven Cheung                                                                                           | – |
| 13. Oktober 2019 – 19. Oktober 2019 1 Woche | 1                                     | Travis Scott                          | Highest in the Room Jacques Webster, Ozan Yildirim, Nik Frascona, Mike Dean                                                                                             | – |
| 20. Oktober 2019 – 26. Oktober 2019 1 Woche (insgesamt 7) | 7                                     | Lizzo                                 | Truth Hurts Melissa Jefferson, Eric Frederic, Jesse Saint John, Steven Cheung                                                                                           | – |
| 27. Oktober 2019 – 2. November 2019 1 Woche (insgesamt 3) | 3                                     | Lewis Capaldi                         | Someone You Loved Lewis Capaldi, Samuel Romans, Thomas Barnes, Peter Kelleher, Benjamin Kohn                                                                            | – |
| 3. November 2019 – 9. November 2019 1 Woche | 1                                     | Selena Gomez                          | Lose You to Love Me Selena Gomez, Julia Michaels, Justin Tranter, Mattias Larsson, Robin Fredriksson                                                                    | – |
| 10. November 2019 – 23. November 2019 2 Wochen (insgesamt 3) | 3                                     | Lewis Capaldi                         | Someone You Loved Lewis Capaldi, Samuel Romans, Thomas Barnes, Peter Kelleher, Benjamin Kohn                                                                            | – |
| 24. November 2019 – 7. Dezember 2019 2 Wochen (insgesamt 3) | 3                                     | Post Malone                           | Circles Austin Post, Adam Feeney, Billy Walsh, Kaan Gunesberk, Louis Bell                                                                                               | – |
| 8. Dezember 2019 – 14. Dezember 2019 1 Woche | 1                                     | The Weeknd                            | Heartless Abel Tesfaye, Leland Wayne, Carlo Montagnese, Andre Proctor                                                                                                   | – |
| 15. Dezember 2019 – 4. Januar 2020 3 Wochen (insgesamt 17) | 17                                    | Mariah Carey                          | All I Want for Christmas Is You Mariah Carey, Walter Afanasieff | Nach zahlreichen alljährlichen Wiedereinstiegen in die Billboard Hot 100 gelingt dem Lied 25 Jahre nach Veröffentlichung der erstmalige Sprung an die Spitze der US-amerikanischen Singlecharts. Damit erweitert Carey ihren Rekord mit den meisten Nummer-eins-Erfolgen einer Sängerin in der Geschichte der Billboard Hot 100 und erreicht ihre 19. Nummer-eins-Platzierung. Lediglich die Beatles erzielten noch mehr Nummer-eins-Lieder. Mit der dritten Woche auf Platz eins wurde sie zudem die erste Künstlerin in der Geschichte der Billboard Hot 100 mit wenigstens einem Nummer-eins-Hit in vier verschiedenen Jahrzehnten (1990er, 2000er, 2010er und 2020er Jahre). |

## Alben
| ← 2018 ← | Liste der Nummer-eins-Alben in den USA | Liste der Nummer-eins-Alben in den USA | Liste der Nummer-eins-Alben in den USA   | 2020 → |
| \| Zeitraum \| Wo. ges. \| Interpret \| Titel \| Zusätzliche Informationen \| \| (Zeitraum, Wochen auf Platz eins, Interpret, Titel, zusätzliche Informationen) \| \| \| \| \| \| ------------------------------------------------------------------------------ \| -------- \| -------------------------- \| -------------------------------------------- \| --------------------------------------------------------------------------------------------------------------------------------------------------------------------------------------------------------------------------------------------------------------------------------------------------------------------------------- \| \| 30. Dezember 2018 – 12. Januar 2019 2 Wochen \| 2 \| 21 Savage \| I Am > I Was[1] \| – \| \| 13. Januar 2019 – 26. Januar 2019 2 Wochen (insgesamt 3) \| 3 \| A Boogie wit da Hoodie \| Hoodie SZN[2] \| Das Album wurde fast ausschließliche durch Streaming zur Nummer 1, 83 Millionen Mal wurde es bei den Anbietern abgerufen. Dagegen stehen 823 als Downloadalbum verkaufte Exemplare, ein neuer Tiefstwert für einen Spitzenreiter der Billboard 200. Der Albumverkauf trägt damit umgerechnet nur 1,7 % zur Topplatzierung bei.[3] \| \| 27. Januar 2019 – 2. Februar 2019 1 Woche \| 1 \| Future \| The Wizrd[4] \| In nur dreieinhalb Jahren steht der Rapper damit zum sechsten Mal auf Platz 1 der Billboard 200. Nur Elton John hatte in den 1970ern einen vergleichbaren Erfolg und schaffte in so kurzer Zeit sogar sieben Nummer-eins-Alben.[5] \| \| 3. Februar 2019 – 9. Februar 2019 1 Woche \| 1 \| Backstreet Boys \| DNA[6] \| – \| \| 10. Februar 2019 – 16. Februar 2019 1 Woche (insgesamt 3) \| 3 \| A Boogie wit da Hoodie \| Hoodie SZN[7] \| – \| \| 17. Februar 2019 – 2. März 2019 2 Wochen \| 2 \| Ariana Grande \| Thank U, Next[8] \| – \| \| 3. März 2019 – 9. März 2019 1 Woche (insgesamt 4) \| 4 \| Lady Gaga & Bradley Cooper \| A Star Is Born[9] \| – \| \| 10. März 2019 – 16. März 2019 1 Woche \| 1 \| Hozier \| Wasteland, Baby![10] \| – \| \| 17. März 2019 – 30. März 2019 2 Wochen \| 2 \| Juice Wrld \| Death Race for Love[11] \| – \| \| 31. März 2019 – 6. April 2019 1 Woche \| 1 \| Nav \| Bad Habits[12] \| – \| \| 7. April 2019 – 13. April 2019 1 Woche (insgesamt 3) \| 3 \| Billie Eilish \| When We All Fall Asleep, Where Do We Go?[13] \| – \| \| 14. April 2019 – 20. April 2019 1 Woche \| 1 \| Khalid \| Free Spirit[14] \| – \| \| 21. April 2019 – 27. April 2019 1 Woche \| 1 \| BTS \| Map of the Soul: Persona[15] \| – \| \| 28. April 2019 – 4. Mai 2019 1 Woche (insgesamt 3) \| 3 \| Billie Eilish \| When We All Fall Asleep, Where Do We Go?[16] \| – \| \| 5. Mai 2019 – 11. Mai 2019 1 Woche \| 1 \| Pink \| Hurts 2B Human[17] \| – \| \| 12. Mai 2019 – 18. Mai 2019 1 Woche \| 1 \| Vampire Weekend \| Father of the Bride[18] \| – \| \| 19. Mai 2019 – 25. Mai 2019 1 Woche \| 1 \| Logic \| Confessions of a Dangerous Mind[19] \| – \| \| 26. Mai 2019 – 1. Juni 2019 1 Woche \| 1 \| Tyler, the Creator \| Igor[20] \| – \| \| 2. Juni 2019 – 8. Juni 2019 1 Woche (insgesamt 3) \| 3 \| Billie Eilish \| When We All Fall Asleep, Where Do We Go?[21] \| – \| \| 9. Juni 2019 – 15. Juni 2019 1 Woche \| 1 \| Thomas Rhett \| Center Point Road[22] \| – \| \| 16. Juni 2019 – 22. Juni 2019 1 Woche \| 1 \| Jonas Brothers \| Happiness Begins[23] \| – \| \| 23. Juni 2019 – 29. Juni 2019 1 Woche \| 1 \| Madonna \| Madame X[24] \| – \| \| 30. Juni 2019 – 6. Juli 2019 1 Woche \| 1 \| The Raconteurs \| Help Us Stranger[25] \| – \| \| 7. Juli 2019 – 13. Juli 2019 1 Woche \| 1 \| Chris Brown \| Indigo[26] \| – \| \| 14. Juli 2019 – 20. Juli 2019 1 Woche \| 1 \| Dreamville & J. Cole \| Revenge of the Dreamers III[27] \| – \| \| 21. Juli 2019 – 3. August 2019 2 Wochen \| 2 \| Ed Sheeran \| No.6 Collaborations Project[28] \| – \| \| 4. August 2019 – 10. August 2019 1 Woche \| 1 \| NF \| The Search[29] \| – \| \| 11. August 2019 – 17. August 2019 1 Woche \| 1 \| Drake \| Care Package[30] \| – \| \| 18. August 2019 – 24. August 2019 1 Woche \| 1 \| Slipknot \| We Are Not Your Kind[31] \| – \| \| 25. August 2019 – 31. August 2019 1 Woche \| 1 \| Young Thug \| So Much Fun[32] \| – \| \| 1. September 2019 – 7. September 2019 1 Woche \| 1 \| Taylor Swift \| Lover[33] \| – \| \| 8. September 2019 – 14. September 2019 1 Woche \| 1 \| Tool \| Fear Inoculum[34] \| – \| \| 15. September 2019 – 5. Oktober 2019 3 Wochen (insgesamt 5) \| 5 \| Post Malone \| Hollywood’s Bleeding[35] \| – \| \| 6. Oktober 2019 – 12. Oktober 2019 1 Woche \| 1 \| DaBaby \| Kirk[36] \| – \| \| 13. Oktober 2019 – 19. Oktober 2019 1 Woche \| 1 \| SuperM \| SuperM – The 1st Mini Album[37] \| – \| \| 20. Oktober 2019 – 26. Oktober 2019 1 Woche \| 1 \| YoungBoy Never Broke Again \| AI YoungBoy 2[38] \| – \| \| 27. Oktober 2019 – 2. November 2019 1 Woche (insgesamt 5) \| 5 \| Post Malone \| Hollywood’s Bleeding[39] \| – \| \| 3. November 2019 – 9. November 2019 1 Woche \| 1 \| Kanye West \| Jesus Is King[40] \| – \| \| 10. November 2019 – 16. November 2019 1 Woche (insgesamt 5) \| 5 \| Post Malone \| Hollywood’s Bleeding[41] \| – \| \| 17. November 2019 – 23. November 2019 1 Woche (insgesamt 2) \| 2 \| Luke Combs \| What You See Is What You Get[42] \| – \| \| 24. November 2019 – 30. November 2019 1 Woche \| 1 \| Céline Dion \| Courage[43] \| – \| \| 1. Dezember 2019 – 7. Dezember 2019 1 Woche \| 1 \| Trippie Redd \| A Love Letter to You 4[44] \| – \| \| 8. Dezember 2019 – 14. Dezember 2019 1 Woche \| 1 \| (Soundtrack) \| Frozen II[45] \| – \| \| 15. Dezember 2019 – 21. Dezember 2019 1 Woche (insgesamt 4) \| 4 \| Roddy Ricch \| Please Excuse Me for Being Antisocial[46] \| – \| \| 22. Dezember 2019 – 4. Januar 2020 2 Wochen \| 2 \| Harry Styles \| Fine Line[47] \| – \| |                                        |                                        |                                          | |
| ← 2018 |                                        |                                        |                                          | → 2020 → |
| Zeitraum | Wo. ges.                               | Interpret                              | Titel                                    | Zusätzliche Informationen |
| (Zeitraum, Wochen auf Platz eins, Interpret, Titel, zusätzliche Informationen) |                                        |                                        |                                          | |
| 30. Dezember 2018 – 12. Januar 2019 2 Wochen | 2                                      | 21 Savage                              | I Am > I Was                             | – |
| 13. Januar 2019 – 26. Januar 2019 2 Wochen (insgesamt 3) | 3                                      | A Boogie wit da Hoodie                 | Hoodie SZN                               | Das Album wurde fast ausschließliche durch Streaming zur Nummer 1, 83 Millionen Mal wurde es bei den Anbietern abgerufen. Dagegen stehen 823 als Downloadalbum verkaufte Exemplare, ein neuer Tiefstwert für einen Spitzenreiter der Billboard 200. Der Albumverkauf trägt damit umgerechnet nur 1,7 % zur Topplatzierung bei. |
| 27. Januar 2019 – 2. Februar 2019 1 Woche | 1                                      | Future                                 | The Wizrd                                | In nur dreieinhalb Jahren steht der Rapper damit zum sechsten Mal auf Platz 1 der Billboard 200. Nur Elton John hatte in den 1970ern einen vergleichbaren Erfolg und schaffte in so kurzer Zeit sogar sieben Nummer-eins-Alben.                                                                                                |
| 3. Februar 2019 – 9. Februar 2019 1 Woche | 1                                      | Backstreet Boys                        | DNA                                      | – |
| 10. Februar 2019 – 16. Februar 2019 1 Woche (insgesamt 3) | 3                                      | A Boogie wit da Hoodie                 | Hoodie SZN                               | – |
| 17. Februar 2019 – 2. März 2019 2 Wochen | 2                                      | Ariana Grande                          | Thank U, Next                            | – |
| 3. März 2019 – 9. März 2019 1 Woche (insgesamt 4) | 4                                      | Lady Gaga & Bradley Cooper             | A Star Is Born                           | – |
| 10. März 2019 – 16. März 2019 1 Woche | 1                                      | Hozier                                 | Wasteland, Baby!                         | – |
| 17. März 2019 – 30. März 2019 2 Wochen | 2                                      | Juice Wrld                             | Death Race for Love                      | – |
| 31. März 2019 – 6. April 2019 1 Woche | 1                                      | Nav                                    | Bad Habits                               | – |
| 7. April 2019 – 13. April 2019 1 Woche (insgesamt 3) | 3                                      | Billie Eilish                          | When We All Fall Asleep, Where Do We Go? | – |
| 14. April 2019 – 20. April 2019 1 Woche | 1                                      | Khalid                                 | Free Spirit                              | – |
| 21. April 2019 – 27. April 2019 1 Woche | 1                                      | BTS                                    | Map of the Soul: Persona                 | – |
| 28. April 2019 – 4. Mai 2019 1 Woche (insgesamt 3) | 3                                      | Billie Eilish                          | When We All Fall Asleep, Where Do We Go? | – |
| 5. Mai 2019 – 11. Mai 2019 1 Woche | 1                                      | Pink                                   | Hurts 2B Human                           | – |
| 12. Mai 2019 – 18. Mai 2019 1 Woche | 1                                      | Vampire Weekend                        | Father of the Bride                      | – |
| 19. Mai 2019 – 25. Mai 2019 1 Woche | 1                                      | Logic                                  | Confessions of a Dangerous Mind          | – |
| 26. Mai 2019 – 1. Juni 2019 1 Woche | 1                                      | Tyler, the Creator                     | Igor                                     | – |
| 2. Juni 2019 – 8. Juni 2019 1 Woche (insgesamt 3) | 3                                      | Billie Eilish                          | When We All Fall Asleep, Where Do We Go? | – |
| 9. Juni 2019 – 15. Juni 2019 1 Woche | 1                                      | Thomas Rhett                           | Center Point Road                        | – |
| 16. Juni 2019 – 22. Juni 2019 1 Woche | 1                                      | Jonas Brothers                         | Happiness Begins                         | – |
| 23. Juni 2019 – 29. Juni 2019 1 Woche | 1                                      | Madonna                                | Madame X                                 | – |
| 30. Juni 2019 – 6. Juli 2019 1 Woche | 1                                      | The Raconteurs                         | Help Us Stranger                         | – |
| 7. Juli 2019 – 13. Juli 2019 1 Woche | 1                                      | Chris Brown                            | Indigo                                   | – |
| 14. Juli 2019 – 20. Juli 2019 1 Woche | 1                                      | Dreamville & J. Cole                   | Revenge of the Dreamers III              | – |
| 21. Juli 2019 – 3. August 2019 2 Wochen | 2                                      | Ed Sheeran                             | No.6 Collaborations Project              | – |
| 4. August 2019 – 10. August 2019 1 Woche | 1                                      | NF                                     | The Search                               | – |
| 11. August 2019 – 17. August 2019 1 Woche | 1                                      | Drake                                  | Care Package                             | – |
| 18. August 2019 – 24. August 2019 1 Woche | 1                                      | Slipknot                               | We Are Not Your Kind                     | – |
| 25. August 2019 – 31. August 2019 1 Woche | 1                                      | Young Thug                             | So Much Fun                              | – |
| 1. September 2019 – 7. September 2019 1 Woche | 1                                      | Taylor Swift                           | Lover                                    | – |
| 8. September 2019 – 14. September 2019 1 Woche | 1                                      | Tool                                   | Fear Inoculum                            | – |
| 15. September 2019 – 5. Oktober 2019 3 Wochen (insgesamt 5) | 5                                      | Post Malone                            | Hollywood’s Bleeding                     | – |
| 6. Oktober 2019 – 12. Oktober 2019 1 Woche | 1                                      | DaBaby                                 | Kirk                                     | – |
| 13. Oktober 2019 – 19. Oktober 2019 1 Woche | 1                                      | SuperM                                 | SuperM – The 1st Mini Album              | – |
| 20. Oktober 2019 – 26. Oktober 2019 1 Woche | 1                                      | YoungBoy Never Broke Again             | AI YoungBoy 2                            | – |
| 27. Oktober 2019 – 2. November 2019 1 Woche (insgesamt 5) | 5                                      | Post Malone                            | Hollywood’s Bleeding                     | – |
| 3. November 2019 – 9. November 2019 1 Woche | 1                                      | Kanye West                             | Jesus Is King                            | – |
| 10. November 2019 – 16. November 2019 1 Woche (insgesamt 5) | 5                                      | Post Malone                            | Hollywood’s Bleeding                     | – |
| 17. November 2019 – 23. November 2019 1 Woche (insgesamt 2) | 2                                      | Luke Combs                             | What You See Is What You Get             | – |
| 24. November 2019 – 30. November 2019 1 Woche | 1                                      | Céline Dion                            | Courage                                  | – |
| 1. Dezember 2019 – 7. Dezember 2019 1 Woche | 1                                      | Trippie Redd                           | A Love Letter to You 4                   | – |
| 8. Dezember 2019 – 14. Dezember 2019 1 Woche | 1                                      | (Soundtrack)                           | Frozen II                                | – |
| 15. Dezember 2019 – 21. Dezember 2019 1 Woche (insgesamt 4) | 4                                      | Roddy Ricch                            | Please Excuse Me for Being Antisocial    | – |
| 22. Dezember 2019 – 4. Januar 2020 2 Wochen | 2                                      | Harry Styles                           | Fine Line                                | – |

## Jahreshitparaden
| ← 2018 ← | Liste der Nummer-eins-Hits in den USA | Liste der Nummer-eins-Hits in den USA                  | Liste der Nummer-eins-Hits in den USA | 2020 →   |
| \| Singles \| Position# \| Alben \| \| ------------------------------------------------------------------------------------------------------------------------------------------------------------------------------------------------------------------------------------------------------------------------------------------------------------------------------------------------------------------------------------------------------------------------------------------------------------------------------------------------------------------------------------ \| --------- \| ------------------------------------------------------ \| \| Old Town Road Lil Nas X feat. Billy Ray Cyrus Montero Hill, Trent Reznor, Atticus Ross, Billy Ray Cyrus, Jocelyn Donald \| 1 \| When We All Fall Asleep, Where Do We Go? Billie Eilish \| \| Sunflower Post Malone & Swae Lee Austin Richard Post, Khalif Malik ibn Shaman Brown, Carter Lang, Billy Walsh, Louis Bell \| 2 \| Thank U, Next Ariana Grande \| \| Without Me Halsey Ashley Frangipane, Brittany Amaradio, Amy Allen, Louis Bell, Justin Timberlake, Timothy Mosley, Scott Storch \| 3 \| A Star Is Born Lady Gaga & Bradley Cooper \| \| Bad Guy Billie Eilish Billie O’Connell, Finneas O’Connell \| 4 \| Lover Taylor Swift \| \| Wow Post Malone Austin Post, Louis Bell, Adam Feeney, Billy Walsh \| 5 \| Beerbongs & Bentleys Post Malone \| \| Happier Marshmello & Bastille Christopher Comstock, Dan Smith, Steve Mac \| 6 \| Scorpion Drake \| \| 7 Rings Ariana Grande , Charles Anderson, Kimberly Krysiuk, Michael Foster, Njomza Vitia, Oscar Hammerstein II, Richard Rodgers, Tayla Parx, Tommy Brown, Victoria Monét \| 7 \| Championships Meek Mill \| \| Talk Khalid Khalid Robinson, Guy Lawrence, Howard Lawrence \| 8 \| Astroworld Travis Scott \| \| Sicko Mode Travis Scott feat. Drake Jacques Webster, Aubrey Graham, Khalif Brown, John Edward Hawkins, Rogét Chahayed, Chauncey Hollis, Ozan Yildirim, Cydel Young, Tim Gomringer, Kevin Gomringer, Brytavious Chambers, Mike Dean, Mirsad Dervic, Luther Campbell, Harry Wayne Casey, Richard Finch, Christopher Wallace, Osten Harvey, Bryan Higgins, Trevor Smith, James Jackson, Malik Taylor, Keith Elam, Christopher Martin, Kamaal Fareed, Ali Shaheed Jones-Muhammad, Tyrone Taylor, Fred Scruggs, Kirk Jones, Chylow Parker \| 9 \| Hollywood’s Bleeding Post Malone \| \| Sucker Jonas Brothers Nick Jonas, Kevin Jonas, Ryan Tedder, Joe Jonas \| 10 \| Hoodie SZN A Boogie wit da Hoodie \| |                                       |                                                        |                                       |          |
| ← 2018 |                                       |                                                        |                                       | → 2020 → |
| Singles | Position#                             | Alben                                                  |                                       |          |
| Old Town Road Lil Nas X feat. Billy Ray Cyrus Montero Hill, Trent Reznor, Atticus Ross, Billy Ray Cyrus, Jocelyn Donald | 1                                     | When We All Fall Asleep, Where Do We Go? Billie Eilish |                                       |          |
| Sunflower Post Malone & Swae Lee Austin Richard Post, Khalif Malik ibn Shaman Brown, Carter Lang, Billy Walsh, Louis Bell | 2                                     | Thank U, Next Ariana Grande                            |                                       |          |
| Without Me Halsey Ashley Frangipane, Brittany Amaradio, Amy Allen, Louis Bell, Justin Timberlake, Timothy Mosley, Scott Storch | 3                                     | A Star Is Born Lady Gaga & Bradley Cooper              |                                       |          |
| Bad Guy Billie Eilish Billie O’Connell, Finneas O’Connell | 4                                     | Lover Taylor Swift                                     |                                       |          |
| Wow Post Malone Austin Post, Louis Bell, Adam Feeney, Billy Walsh | 5                                     | Beerbongs & Bentleys Post Malone                       |                                       |          |
| Happier Marshmello & Bastille Christopher Comstock, Dan Smith, Steve Mac | 6                                     | Scorpion Drake                                         |                                       |          |
| 7 Rings Ariana Grande , Charles Anderson, Kimberly Krysiuk, Michael Foster, Njomza Vitia, Oscar Hammerstein II, Richard Rodgers, Tayla Parx, Tommy Brown, Victoria Monét | 7                                     | Championships Meek Mill                                |                                       |          |
| Talk Khalid Khalid Robinson, Guy Lawrence, Howard Lawrence | 8                                     | Astroworld Travis Scott                                |                                       |          |
| Sicko Mode Travis Scott feat. Drake Jacques Webster, Aubrey Graham, Khalif Brown, John Edward Hawkins, Rogét Chahayed, Chauncey Hollis, Ozan Yildirim, Cydel Young, Tim Gomringer, Kevin Gomringer, Brytavious Chambers, Mike Dean, Mirsad Dervic, Luther Campbell, Harry Wayne Casey, Richard Finch, Christopher Wallace, Osten Harvey, Bryan Higgins, Trevor Smith, James Jackson, Malik Taylor, Keith Elam, Christopher Martin, Kamaal Fareed, Ali Shaheed Jones-Muhammad, Tyrone Taylor, Fred Scruggs, Kirk Jones, Chylow Parker | 9                                     | Hollywood’s Bleeding Post Malone                       |                                       |          |
| Sucker Jonas Brothers Nick Jonas, Kevin Jonas, Ryan Tedder, Joe Jonas | 10                                    | Hoodie SZN A Boogie wit da Hoodie                      |                                       |          |